# Goudkraagspecht
De goudkraagspecht (Veniliornis cassini) is een vogel uit de familie Picidae (spechten).

## Verspreiding en leefgebied
Deze soort komt voor in het noordoostelijk Amazonebekken in oostelijk en zuidoostelijk Venezuela, de Guyana's en noordoostelijk Brazilië (noordelijk van de Amazonerivier).

## Status
De grootte van de populatie is niet gekwantificeerd maar de soort wordt omschreven als algemeen. Op de Rode lijst van de IUCN heeft deze soort de status niet bedreigd.